# Mohammad Safadi
Mohammad Ahmad Safadi (ur. 28 marca 1944 w Trypolisie) – libański przedsiębiorca i polityk, sunnita, minister finansów Republiki Libańskiej.
W 2000 r. został wybrany deputowanym do Zgromadzenia Narodowego. Wraz z Mohammadem Kabbarą i Maurice'em Fadelem utworzył parlamentarny Blok Trypolijski, związany od 2005 r. z Sojuszem 14 Marca. Był ministrem robót publicznych i transportu w latach 2005–2008 oraz od 2008 r. ministrem ekonomii i handlu w rządach Fuada Siniory i Sada al-Haririego. 13 czerwca 2011 r. został mianowany ministrem finansów w rządzie Nadżiba Mikatiego, wspieranym przez Hezbollah.